# Epinecrophylla gutturalis
Epinecrophylla gutturalis là một loài chim trong họ Thamnophilidae.